# Friba Razayee
Friba Razayee (Persa: فریبا رضایی) (nacida el 3 de septiembre de 1985) es una judoca afgana. En el 2004, junto con Robina Muqimyar, fueron las primeras mujeres de dicho país en participar en los Juegos Olímpicos.
Razayee huyó hacia Pakistán durante el régimen Talibán del país, país donde tuvo su primera experiencia con las artes marciales y el boxeo. Después de su retorno a Afganistán en el 2002 y su entrada al judo, comenzó a entrenar para los Juegos Olímpicos. En los Juegos Olímpicos de Atenas 2004 fue clasificada como peso medio. En la primera ronda, el 18 de agosto, fue pareja de la española Cecilia Blanco y sucumbió después de 45 segundos.
- Datos: Q462645